# William Jennings (clérigo)
William Jennings, STD, anteriormente Prior do Priorado de St Oswald, Gloucester, foi o primeiro Deão de Gloucester, servindo de 1541 até à sua morte em 4 de novembro de 1565; ele foi enterrado na Catedral de Gloucester.